# Onthophagus terrara
Onthophagus terrara es una especie de insecto del género Onthophagus, familia Scarabaeidae, orden Coleoptera.
Fue descrita científicamente por Storey en 1977.